# Parandra morettoi
Parandra morettoi là một loài bọ cánh cứng trong họ Cerambycidae.